# Alizé Cornet
Alizé Cornet (* 22. Januar 1990 in Nizza) ist eine französische Tennisspielerin.

## Karriere

### Juniorenkarriere und rasanter Aufstieg: 2005 bis 2007
Cornet, die im Alter von vier Jahren mit dem Tennisspielen begann, hatte bereits als Juniorin große Erfolge vorzuweisen. 2006 gewann sie den renommierten Banana Bowl in São Paulo, ein Jahr später die Juniorinnenkonkurrenz der French Open nach einem Dreisatzerfolg über Mariana Duque Mariño. Bereits 2005 erhielt sie eine Wildcard für die Hauptrunde des Damenwettbewerbs, bei dem sie nach einem Erfolg über Alina Schidkowa auf Anhieb die zweite Runde erreichte, in der sie gegen ihre Landsfrau Amelie Mauresmo unterlag.
2006 gewann Cornet in Bogotá als Qualifikantin ihr erstes Match im Hauptfeld eines WTA-Turniers und zog die Woche darauf in Acapulco ins Viertelfinale ein. Nach einer Erstrundenniederlage bei den French Open gegen Venus Williams, erreichte sie in Wimbledon als Lucky Loserin die zweite Runde, in der sie Ai Sugiyama in drei Sätzen unterlag. Es folgte ein weiterer ITF-Titel in Dnipro sowie ihre erste Drittrundenteilnahme bei einem Grand-Slam-Turnier in New York, wo Cornet als Qualifikantin zunächst Samantha Stosur und Caroline Wozniacki ausschaltete, bevor sie gegen Jelena Janković in drei Sätzen ausschied. Durch den Einzug ins Finale des ITF-Turniers der $100.000-Kategorie in Bordeaux, kletterte sie zum Saisonende in der Tennisweltrangliste bis auf Position 57 nach vorne.

### Der Weg in die Weltspitze: 2008
Im folgenden Jahr erreichte Cornet in Acapulco ihr erstes WTA-Endspiel, verlor dort jedoch gegen Flavia Pennetta in drei Sätzen. Anschließend erzielte sie sowohl in Amelia Island als auch in Charleston das Halbfinale und feierte in Rom ihren endgültigen internationalen Durchbruch, als sie aus der Qualifikation kommend ins Finale stürmte und dabei mit Swetlana Kusnezowa und Anna Tschakwetadse ihre ersten zwei Siege über Top-10-Spielerinnen errang. Dort musste sie sich wiederum Jelena Janković geschlagen geben. In Budapest gelang Cornet dann nach einem Endspielsieg über Andreja Klepač ihr erster Turniersieg auf der WTA-Tour und gab dabei im gesamten Turnierverlauf keinen Satz ab. Zugleich triumphierte sie an der Seite von Janette Husárová auch im Doppel. Bei den Olympischen Spielen in Peking konnte sie im Einzel nach Siegen über Nicole Vaidišová und Peng Shuai das Achtelfinale ins Achtelfinale einziehen, wo sie Serena Williams in drei Sätzen unterlag. Im Doppel unterlag sie an der Seite ihrer Landsfrau Virginie Razzano gleich zum Auftakt dem an Position drei gesetzten Duo Chan Yung-jan und Chuang Chia-jung aus Taiwan. Durch eine weitere Halbfinalteilnahme in New Haven sowie das Erreichen der dritten Runde bei den US Open, gelang ihr der erstmalige Sprung in die Top 20 der Weltrangliste.

### Jahre der Formschwäche: 2009 bis 2012
Nachdem Cornet Anfang 2009 bei den Australian Open das Achtelfinale erreichte, wo sie dramatisch an Dinara Safina scheiterte, und im Anschluss bei den Open GDF Suez 2009 in Paris bis ins Viertelfinale kam, rückte sie in der Weltrangliste bis auf Position elf, ihrer bis heute besten Weltranglistenplatzierung, nach vorne. Die restliche Saison verlief jedoch enttäuschend, sodass sie, statt in die absolute Weltklasse vorzustoßen, nach nur einer Halbfinalteilnahme in Bad Gastein zum Ende des Jahres auf Rang 50 zurückfiel. Die zwischenzeitliche Formkrise zog sich über weite Teile der Saisons 2010 und 2011, in denen Cornet die Resultate ihres kometenhaften Aufstiegs nicht ansatzweise wiederholen konnte. 2010 gewann sie in Straßburg zusammen mit Vania King ihren zweiten WTA-Titel im Doppel, schied jedoch bei allen vier Grand-Slam-Turnieren in der ersten Runde aus; 2011 erreichte sie nicht ein einziges Viertelfinale auf der WTA-Tour und beendete das Jahr nur knapp unter den besten 100 der Welt. Erst 2012 stand sie in Straßburg nach vierjähriger Pause wieder im Endspiel eines WTA-Turniers, verlor dort aber gegen Francesca Schiavone. Ihr zweiter WTA-Triumph gelang Cornet dann einen Monat später in Bad Gastein nach einem Zweisatzsieg im Finale über Yanina Wickmayer. Bei den Olympischen Spielen in London zog sie im Einzel nach einem Sieg über Tamira Paszek in die zweite Runde ein, in der sie an Daniela Hantuchová scheiterte. Im Doppel mit Kristina Mladenovic kam das Ausscheiden bereits in Runde eins gegen Peng Shuai und Zheng Jie aus China.

### Rückkehr zu alter Stärke: 2013 und 2014
2013 kämpfte sich Cornet nach einer soliden Saison wieder in die Top 30 der Weltrangliste zurück. Neben ihrem Titelgewinn in Straßburg, wo sie sich im Finale gegen Lucie Hradecká durchsetzte, kam sie sowohl bei den French Open, als auch in Wimbledon und bei den US Open in die dritte Runde. Durch das Erreichen zweier weiterer WTA-Halbfinals in Acapulco und Washington sowie der vierten Runde von Miami konnte sie sich für das International Tournament of Champions in Sofia qualifizieren, wo sie nach einem Sieg über Marija Kirilenko und zwei darauffolgenden Niederlagen gegen Simona Halep und Anastassija Pawljutschenkowa in der Gruppenphase ausschied.
Zu Beginn der Saison 2014 gewann Cornet mit ihrem Landsmann Jo-Wilfried Tsonga den Hopman Cup, obwohl sie dort nur eine ihrer vier Einzelbegegnungen gewinnen konnte. Es war Frankreichs erster Erfolg in diesem Wettbewerb. Anschließend zeigte sie sich in starker Frühform und erzielte in Melbourne erstmals seit 2011 die dritte Runde. In Paris stieß sie ins Halbfinale vor, in Dubai sogar ins Finale, nachdem sie in der Runde zuvor die Weltranglistenerste Serena Williams schlug. Im Endspiel war sie gegen deren Schwester Venus jedoch chancenlos. Nach einem Achtelfinaleinzug in Indian Wells, krönte sie ihre starke Frühform mit ihrem dritten WTA-Titel in Katowice, wo sie im Halbfinale zunächst die Weltranglistendritte Agnieszka Radwańska ausschaltete und im Endspiel Camila Giorgi besiegte. In Wimbledon sorgte sie im Sommer mit einem weiteren Erfolg über Serena Williams in der dritten Runde für Aufsehen, bevor sie im Achtelfinale an Eugenie Bouchard scheiterte. Durch eine weitere Finalteilnahme in Guangzhou, das Erreichen des Viertelfinals in Wuhan infolge ihres dritten Saisonerfolgs über Williams, dieses Mal nach Aufgabe, sowie der dritten Runde in Peking, qualifizierte sie sich erneut für das International Tournament of Champions. Dort schied sie nach einem Sieg gegen Jekaterina Makarowa und zwei Niederlagen gegen Flavia Pennetta und Garbiñe Muguruza wie auch im Jahr zuvor in der Gruppenphase aus. Dennoch beendete Cornet die Saison erstmals seit 2008 wieder in den Top 20 der Welt.

### Seit 2015
Nach den Schwankungen der Vorjahre, etablierte sich Cornet mit Beginn der Saison 2015 als solide Top-50-Spielerin, die durch vereinzelte Erfolge immer wieder auf sich aufmerksam machte. So besiegte sie 2015 in Madrid zum Auftakt die Weltranglistenzweite Simona Halep und zog bei den French Open erstmals ins Achtelfinale ein, in dem sie Elina Switolina unterlag. Außerdem konnte sie gemeinsam mit Jaroslawa Schwedowa in Hongkong ihren dritten WTA-Doppeltitel feiern. 2016 gewann sie zum Saisonbeginn in Hobart nach einem glatten Zweisatzsieg über Eugenie Bouchard ihren fünften WTA-Titel. In Paris und London erzielte sie jeweils die dritte Runde. Bei den Olympischen Spielen in Rio de Janeiro ging sie dieses Mal nur im Einzel an den Start und schlug zunächst Johanna Larsson, bevor sie in der zweiten Runde gegen Serena Williams ausschied.
2017 erreichte Cornet gleich zum Saisonauftakt in Sydney mit dem Einzug ins Finale ihr bestes Ergebnis des Jahres, nachdem sie in den Runden zuvor mit Dominika Cibulková und Garbiñe Muguruza zwei Top-10-Spielerinnen schlagen konnte. Im Endspiel musste sie sich Karolína Plíšková in glatten Sätzen geschlagen geben. Außerdem erzielte sie bei den French Open noch einmal die vierte Runde sowie das Viertelfinale von Wuhan, das sie gegen Maria Sakkari verlor.
Anfang 2018 wurde bekannt, dass sich Cornet wegen dreier versäumter Dopingtests zwischen November 2016 und Oktober 2017 vor der International Tennis Federation zu verantworten hatte. Nach Auslegung der Anti-Doping-Regularien drohte ihr damit eine bis zu zweijährige Sperre von sämtlichen internationalen Wettkämpfen. Bis zur Urteilsverkündung durfte Cornet jedoch weiterhin an allen Turnieren der WTA und ITF teilnehmen, unter der Auflage, dass ihr bei einer Schuldigsprechung sämtliche bis dahin gesammelten Weltranglistenpunkte sowie das gewonnene Preisgeld rückwirkend aberkannt würden. Am 15. Mai verkündete die ITF, dass der Dopingverdacht gegen Cornet fallen gelassen werde, weil der zuständige Dopingkontrolleur nicht den Maßgaben entsprechend alles unternommen habe, um sich im Vorfeld des dritten verpassten Tests über den Aufenthaltsort der Französin zu informieren. Noch im selben Jahr konnte Cornet in Gstaad ihren sechsten und letzten Titeltriumph auf der WTA-Tour erringen, nachdem sie im Finale Mandy Minella bezwang; 2019 unterlag sie im Endspiel von Lausanne ihrer Landsfrau Fiona Ferro in drei Sätzen und schloss die Saison zum dreizehnten Mal in Folge unter den Top 100 der Weltrangliste ab.
Cornet beendete ihre Karriere nach der Erstrunden-Niederlage bei den French Open im Mai 2024. Im März 2025 erklärte sie ihren Rücktritt vom Karriereende.

### Fed Cup
2008 gab Cornet im Viertelfinalduell gegen China ihren Einstand für die Französische Fed-Cup-Mannschaft. Seitdem hat sie für ihr Land 26 Partien im Einzel und Doppel bestritten, von denen sie acht gewinnen konnte (Einzelbilanz 4:14). 2016 erreichte sie mit Frankreich erstmals das Finale in Straßburg und unterlag dort Tschechien mit 2:3. Dabei verlor sie sowohl ihr Einzelmatch gegen Barbora Strýcová als auch das Doppel an der Seite von Pauline Parmentier, ebenfalls gegen Strýcová und Lucie Hradecká. 2019 folgte schließlich der Triumph in Brisbane gegen Australien. Auch wenn Cornet weder im Endspiel, noch im Halbfinale zum Einsatz kam, hatte sie durch ihren Einzelsieg gegen Elise Mertens beim 3:1-Viertelfinalerfolg über Belgien Anteil am Titelgewinn.

### Bundesliga
Sie spielt in der deutschen Tennis-Bundesliga für den TC Blau-Weiss Bocholt, mit dem sie 2012, 2013 und 2014 Deutsche Mannschaftsmeisterin wurde.

## Turniersiege

### Einzel
| Nr. | Datum           | Turnier     | Kategorie         | Belag             | Finalgegnerin             | Ergebnis       |
| --- | --------------- | ----------- | ----------------- | ----------------- | ------------------------- | -------------- |
| 1.  | 24. April 2006  | Bari        | ITF $25.000       | Sand              | Tathiana Garbin           | 6:2, 3:6, 6:2  |
| 2.  | 2. Juli 2006    | Padua       | ITF $25.000       | Sand              | Maria Vanina Garcia Sokol | 6:1, 6:4       |
| 3.  | 22. Juli 2007   | Dnipro      | ITF $50.000       | Sand              | Stefanie Vögele           | 6:4, 6:3       |
| 4.  | 13. Juli 2008   | Budapest    | WTA Tier III      | Sand              | Andreja Klepač            | 7:65, 6:3      |
| 5.  | 17. Juni 2012   | Bad Gastein | WTA International | Sand              | Yanina Wickmayer          | 7:5, 7:61      |
| 6.  | 25. Mai 2013    | Straßburg   | WTA International | Sand              | Lucie Hradecká            | 7:64, 6:0      |
| 7.  | 13. April 2014  | Kattowitz   | WTA International | Hartplatz (Halle) | Camila Giorgi             | 7:63, 5:7, 7:5 |
| 8.  | 16. Januar 2016 | Hobart      | WTA International | Hartplatz         | Eugenie Bouchard          | 6:1, 6:2       |
| 9.  | 22. Juli 2018   | Gstaad      | WTA International | Sand              | Mandy Minella             | 6:4, 7:66      |

### Doppel
| Nr. | Datum            | Turnier   | Kategorie         | Belag             | Partnerin           | Finalgegnerinnen                        | Ergebnis          |
| --- | ---------------- | --------- | ----------------- | ----------------- | ------------------- | --------------------------------------- | ----------------- |
| 1.  | 13. Juli 2008    | Budapest  | WTA Tier III      | Sand              | Janette Husárová    | Vanessa Henke Ioana Raluca Olaru        | 6:75, 6:1, [10:6] |
| 2.  | 22. Mai 2010     | Straßburg | WTA International | Sand              | Vania King          | Alla Kudrjawzewa Anastasia Rodionova    | 3:6, 6:4, [10:7]  |
| 3.  | 29. Oktober 2011 | Poitiers  | ITF $100.000      | Hartplatz (Halle) | Virginie Razzano    | Marija Kondratjewa Sophie Lefèvre       | 6:3, 6:2          |
| 4.  | 19. Mai 2012     | Prag      | ITF $100.000      | Sand              | Virginie Razzano    | Oqgul Omonmurodova Casey Dellacqua      | 6:2, 6:3          |
| 5.  | 21. Juli 2012    | Bukarest  | ITF $100.000+H    | Sand              | Irina-Camelia Begu  | Elena Bogdan Raluca Olaru               | 6:2, 6:0          |
| 6.  | 18. Oktober 2015 | Hongkong  | WTA International | Hartplatz         | Jaroslawa Schwedowa | Lara Arruabarrena Vecino Andreja Klepač | 7:5, 6:4          |

### Team-Wettbewerbe
| Nr. | Datum          | Turnier    | Kategorie | Belag             | Partner            | Finalgegner                         | Ergebnis |
| --- | -------------- | ---------- | --------- | ----------------- | ------------------ | ----------------------------------- | -------- |
| 1.  | 4. Januar 2014 | Hopman Cup | ITF       | Hartplatz (Halle) | Jo-Wilfried Tsonga | Agnieszka Radwańska Grzegorz Panfil | 2:1      |

## Karrierestatistik und Abschneiden bei Grand-Slam-Turnieren

### Einzel
Die letzte Aktualisierung erfolgte nach den Wimbledon Championships 2025.
| Turnier                   | 2005      | 2006      | 2007      | 2008      | 2009      | 2010      | 2011      | 2012      | 2013      | 2014      | 2015      | 2016      | 2017      | 2018      | 2019      | 2020      | 2021      | 2022      | 2023      | 2024      | 2025      | Titel / Teiln. | Titel / Teiln. |
| ------------------------- | --------- | --------- | --------- | --------- | --------- | --------- | --------- | --------- | --------- | --------- | --------- | --------- | --------- | --------- | --------- | --------- | --------- | --------- | --------- | --------- | --------- | -------------- | -------------- |
| Australian Open           | –         | 1         | 1         | 2         | AF        | 1         | 3         | 1         | 2         | 3         | 3         | 2         | 2         | 3         | 2         | 2         | 2         | VF        | 1         | 1         | –         | 0 / 19         | 0 / 19         |
| French Open               | 2         | 2         | 1         | 3         | 2         | 1         | 2         | 1         | 3         | 2         | AF        | 3         | AF        | 2         | 1         | 2         | 1         | 3         | 1         | 1         | –         | 0 / 20         | 0 / 20         |
| Wimbledon                 | –         | –         | 2         | 1         | 1         | 1         | 1         | 2         | 3         | AF        | 2         | 3         | 1         | 1         | 1         | n. a.     | 2         | AF        | 2         | –         | Q3        | 0 / 16         | 0 / 16         |
| US Open                   | –         | –         | 3         | 3         | 2         | 1         | 2         | 2         | 3         | 3         | 1         | 1         | 2         | 1         | 2         | AF        | 1         | 3         | 1         | –         |           | 0 / 17         | 0 / 17         |
| Statistik                 | Statistik | Statistik | Statistik | Statistik | Statistik | Statistik | Statistik | Statistik | Statistik | Statistik | Statistik | Statistik | Statistik | Statistik | Statistik | Statistik | Statistik | Statistik | Statistik | Statistik | Statistik | S/N            | Sieg%          |
| Gewonnene Titel           | 0         | 2         | 1         | 1         | 0         | 0         | 0         | 1         | 1         | 1         | 0         | 1         | 0         | 1         | 0         | 0         | 0         | 0         | 0         | 0         | 0         | Gesamt: 9      | Gesamt: 9      |
| Gesamt-Siege/-Niederlagen | 7:8       | 27:11     | 42:18     | 37:24     | 20:28     | 31:28     | 24:27     | 42:29     | 35:27     | 38:26     | 23:27     | 28:23     | 25:24     | 27:26     | 29:23     | 15:9      | 27:27     | 26:25     | 29:28     | 8:13      | 4:6       | 544:457        | 54 %           |
| Jahresendposition         | 308       | 199       | 57        | 16        | 50        | 78        | 89        | 44        | 27        | 20        | 43        | 46        | 38        | 45        | 60        | 53        | 59        | 36        | 118       | 279       |           | N/A            | N/A            |

### Doppel
| Turnier         | 2006 | 2007 | 2008 | 2009 | 2010 | 2011 | 2012 | 2013 | 2014 | 2015 | 2016 | 2017 | 2018 | 2019 | 2020 | 2021 | 2022 | 2023 | 2024 | Karriere |
| --------------- | ---- | ---- | ---- | ---- | ---- | ---- | ---- | ---- | ---- | ---- | ---- | ---- | ---- | ---- | ---- | ---- | ---- | ---- | ---- | -------- |
| Australian Open | —    | —    | 1    | 2    | 1    | 1    | 1    | 1    | AF   | 1    | 1    | 2    | 1    | AF   | 1    | —    | 1    | 1    | —    | AF       |
| French Open     | 1    | 1    | 2    | 1    | 2    | 1    | 1    | 1    | 1    | 2    | 2    | 1    | —    | 2    | 1    | —    | 1    | AF   | 1    | AF       |
| Wimbledon       | —    | —    | 1    | 1    | —    | 1    | 1    | 2    | 2    | 1    | 2    | 1    | 1    | AF   |      | —    | 2    | —    | —    | AF       |
| US Open         | —    | —    | 1    | 1    | 1    | —    | 1    | 2    | 1    | 1    | 1    | 1    | 1    | 1    | —    | 2    | 1    | 1    | —    | 2        |

### Mixed
| Turnier         | 2005 | 2006 | 2007 | 2008 | 2009 | 2010 | 2011 | 2012 | 2013 | 2014 | 2015 | 2016 | 2017 | 2018 | 2019 | 2020 | 2021 | 2022 | 2023 | 2024 | Karriere |
| --------------- | ---- | ---- | ---- | ---- | ---- | ---- | ---- | ---- | ---- | ---- | ---- | ---- | ---- | ---- | ---- | ---- | ---- | ---- | ---- | ---- | -------- |
| Australian Open | —    | AF   | —    | —    | VF   | —    | —    | —    | —    | —    | —    | —    | —    | —    | —    | —    | —    | —    | —    | —    | VF       |
| French Open     | 1    | 1    | AF   | AF   | —    | —    | 1    | —    | —    | VF   | —    | AF   | —    | —    | 1    |      | 1    | —    | 1    | 1    | VF       |
| Wimbledon       | —    | —    | —    | 1    | —    | —    | —    | —    | AF   | —    | 2    | —    | —    | —    | 1    |      | —    | VF   | —    | —    | VF       |
| US Open         | —    | —    | —    | —    | 1    | —    | —    | —    | AF   | —    | —    | —    | —    | —    | —    |      | —    | —    | —    | —    | AF       |

## Weltranglistenpositionen am Saisonende
| Jahr   | 2004 | 2005 | 2006 | 2007 | 2008 | 2009 | 2010 | 2011 | 2012 | 2013 | 2014 | 2015 | 2016 | 2017 | 2018 | 2019 | 2020 | 2021 | 2022 | 2023 | 2024 |
| ------ | ---- | ---- | ---- | ---- | ---- | ---- | ---- | ---- | ---- | ---- | ---- | ---- | ---- | ---- | ---- | ---- | ---- | ---- | ---- | ---- | ---- |
| Einzel | 861  | 308  | 189  | 57   | 16   | 50   | 78   | 89   | 44   | 27   | 20   | 43   | 45   | 38   | 47   | 60   | 53   | 59   | 36   | 118  | 279  |
| Doppel | –    | –    | –    | 364  | 127  | 186  | 79   | 86   | 92   | 174  | 110  | 108  | 152  | 115  | 156  | 111  | 185  | 280  | 67   | 317  | 756  |